# Musée du manga Kibi Kawakami Fureai
Le musée du manga Kibi Kawakami Fureai (吉備川上ふれあい漫画美術館, Kibi Kawakami Fureai manga bijutsukan) est un musée d'art spécialisé dans le manga, situé dans la ville de Takahashi, préfecture d'Okayama, au Japon.

## Description
Ouvert en 1994 dans l'ancien bourg de Kawakami, il constitue le pilier d'un plan lancé depuis 1988 par la municipalité : promouvoir le manga pour accroître le rayonnement culturel de la commune. Le musée recueille plus de cent-vingt-mille mangas, dont environ soixante-mille sont consultables sur place. La collection est régulièrement enrichie de publications récentes. Des expositions et événements spéciaux sont organisés périodiquement, en plus de l'exposition permanente des dessins originaux d'Ichirō Tominaga, directeur honoraire du musée et citoyen d'honneur de la ville de Takahashi. 
L'architecture du musée s'inspire de l'ammonite[réf. nécessaire], espèce dont les fossiles sont régulièrement découverts à Kawakami. 

## Histoire
En juillet 1988, l'ancienne municipalité de Kawakami édicte des directives pour lancer la revitalisation de la commune par le biais du manga. Le 5 novembre de l'année suivante, un premier musée, le musée du Manga Fureai, ouvre ses portes avec une collection de quinze-mille ouvrages. Il est situé dans une salle au premier étage du musée du folklore local de Kawakami.
En mai 1991 est organisé pour la première fois le Grand Prix du Manga de Kibi Kawakami. Il aura lieu vingt fois au total, jusqu'à sa dernière édition en 2010. Le 29 avril 1994, le musée du manga Kibi Kawakami Fureai ouvre ses portes sur son emplacement actuel, là où se trouvait auparavant l'école maternelle de Kawakami.

## Locaux
Au rez-de chaussée, on trouve la galerie Ichirō Tominaga, qui expose des illustrations en couleur du célèbre mangaka ainsi que des planches dessinées lors de l'émission de variété Owarai Manga Dojō, la salle de lecture où soixante-mille mangas peuvent être lus sur place et la salle d'exposition événementielle. Le deuxième étage abrite une salle de lecture et une petite salle d'exposition. 

## Architecture
Achevé en 1994, l'ossature du bâtiment est en acier. Il a un rez-de-chaussée et un étage, pour une superficie de 1331,62 m2.